# Годуновская школа иконописи

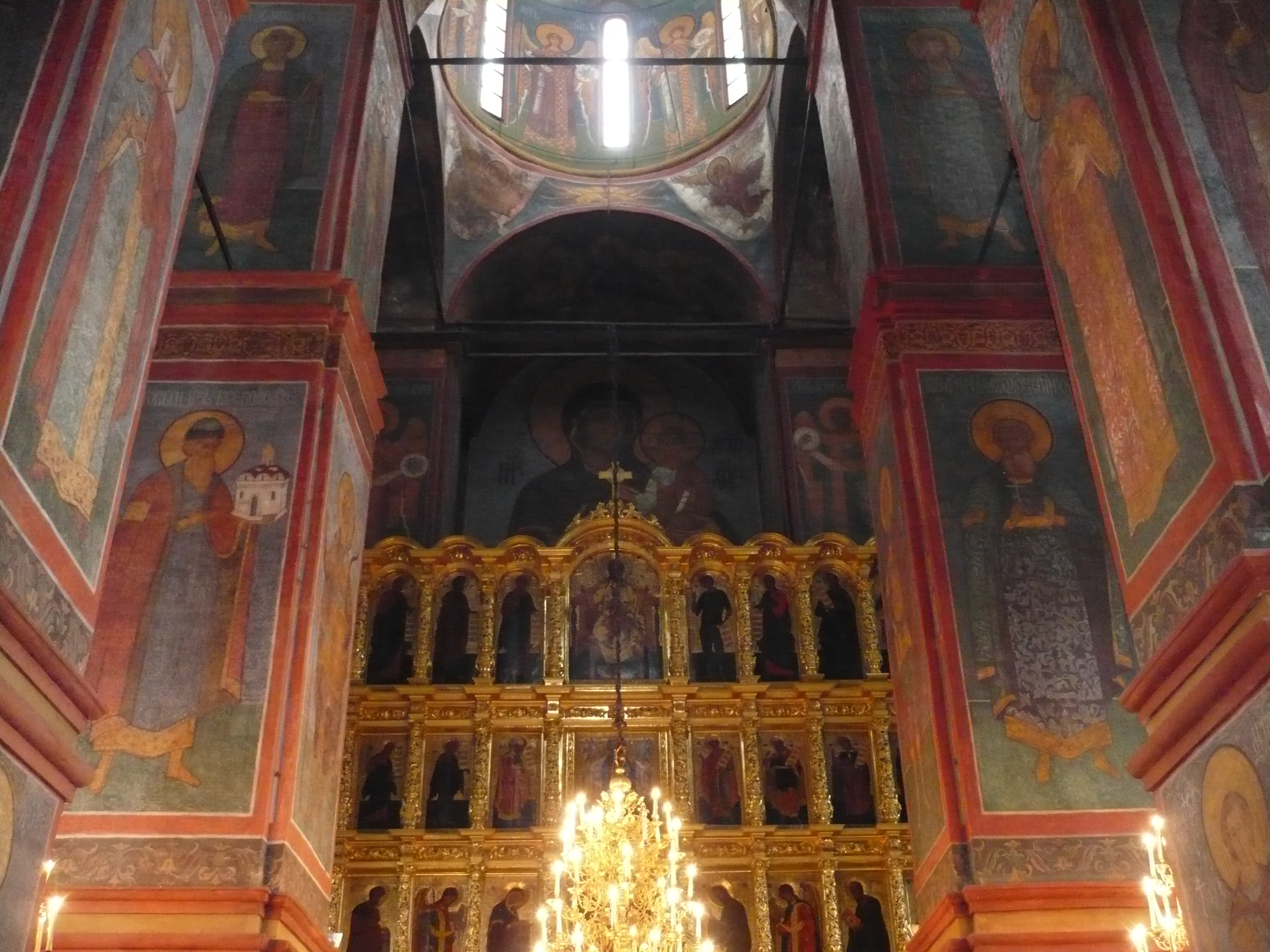
Иконостас и росписи Смоленского собора Новодевичьего монастыря.

Годуно́вская шко́ла и́конописи (или «годуно́вские пи́сьма») — русская школа иконописи, существовавшая в конце XVI века; её представители стремились возродить традиции дионисиевского искусства путём следования древнему иконописному канону. Наиболее ярко иконописная школа проявилась в ряде произведений, связанных с именем царя Бориса Годунова, отчего и получила своё название. Хотя вкладные иконы и лицевые рукописи Годуновых в Ипатьевском и других монастырях и храмах характеризуются определённым единством стиля, выделение «годуновской школы» носит достаточно условный характер: одни и те же царские иконописцы создавали произведения, относимые и к годуновской, и к традиционно противопоставляемой ей строгановской школе иконописи.  

## Особенности
- Канонические образы соседствуют с изображениями, свидетельствующими о поисках новых средств выражения путём обращения к разным источникам (византийские и западные произведения живописи, впечатления живой натуры).
- Многофигурные сцены с попыткой дать толпу людей в виде компактной многоголовой группы, одна композиция часто содержит несколько эпизодов.
- Сочетание плотных охряных, киноварно-красных и густых зеленовато-синих тонов.
- Заметно желание передать материальность предметов, хотя в этом направлении делаются лишь первые шаги.
- Фигуры представлены в разнообразных позах и быстрых движениях, излюбленный тип лица — с острым носиком и маленькими зоркими глазами.
- Несколько холодноватые репрезентативность и монументальность[1].

## Характерные произведения
- Иконы из иконостаса Смоленского собора Новодевичьего монастыря (1598). По мнению искусствоведа П. П. Муратова, эти произведения следует отнести к высшим достижениям годуновской школы[2].